# Pietro Pavone
Pietro Pavone (1948) es un botánico, y curador italiano. Desarrolla sus actividades científicas en el Jardín botánico de la Universidad de Catania, habiendo accedido a la dirección en 1997.

## Algunas publicaciones

### Libros
- pietro Pavone. 2010. Piante esotiche nell'orto botanico di Catania. Catania, Giuseppe Maimone Ed. pp. 136. ISBN 978-88-7751-317-5
- ----------------------, cristina Salmeri, donatella polizza Piazza. 2006. L'orto botanico di Catania. Catania, Giuseppe Maimone Ed. pp. 168. ISBN 978-88-7751-243-7
- a. Gugliemo, pietro Pavone. L'Orto Botanico di Catania. 1ª ed. Arti Grafiche Signorello, Catania, 1988; 2ª ed. 1994, 3ª ed. 1995. Litotipografia Vena, Palermo
- Salvatore Brullo, Edwin Lanfranco, Pietro Pavone. 1982. 'Allium lojaconoi' sp. nov. e sue affinità con 'Allium parciflorum' Viv. Volumen 1980, Parte 1 de Pubblicazioni. Ed. Istituto di botanica dell'Università di Catania. 306 pp.
- a. Gugliemo, pietro Pavone. 1981. "La collezione di piante succulente dell’Orto Botanico dell'Università di Catania". Il Naturalista Siciliano IV, 5 (1-2): 1-20, Palermo
- La abreviatura «Pavone» se emplea para indicar a Pietro Pavone como autoridad en la descripción y clasificación científica de los vegetales.[1]